# La lengua asesina
La lengua asesina és una pel·lícula de 1996, coproducció entre Espanya i Regne Unit dirigida pel barceloní Alberto Sciamma, nominada al Goya als millors efectes especials. El grup Fangoria va col·laborar amb la banda sonora i en el repartiment van comptar amb Robert Englund.

## Argument
Candy i Johnny són una parella d'atracadors que es deslliuren dels seus socis després del seu últim cop, amb tan mala sort que la policia atrapa i empresona Johnny. Candy decideix ocultar-se en un convent i prendre els hàbits.
Passat el temps, Johnny per fi l'escriu avisant-la que en uns dies serà lliure i la cita en un bordell pròxim on compleix condemna. Candy s'acomiada de Rita, l'única amiga que ha fet allí i marxa en el seu cotxe amb els seus canitxes. En arribar al bordell, el troba abandonat i decideix instal·lar-s'hi. Un meteorit cau a la vall i un petit fragment arriba a la sopa de Candy. El pèl de Candy es torna llavors negre, igual que tota la seva pell, excepte la cara. Els canitxes es transformen en homes que es vesteixen amb les robes que troben, assumint que són drag queens.
Rita, en el convent, ha tingut la revelació que el meteorit és una cosa maligna, però en ser muda no aconsegueix explicar-li-ho a la resta de germanes i acaba fugint a la seva recerca per destruir-lo.
Un dels antics socis de Johnny i Candy la troba al bordell, i vol recuperar la seva part de l'últim botí, però llavors de la boca de Candy surt una llengua enorme, com una serp, que travessa l'home i el mata. Candy ordena als seus canitxes amb forma humana que busquin Johhny per a dir-li que corre perill i el necessita. Els canitxes se les enginyen per burlar la seguretat del camp de treballs on està Johhny i fer-li arribar el missatge. Johnny està cansat de suportar la fustigació del director de presons, per la qual cosa no dubte a planejar una fugida, a pesar que li queden uns dies per a ser lliure. Intenta fer-ho quan és traslladat per un sol guàrdia en un jeep, però troben el meteorit, que fa explotar al guàrdia i deixa Johnny malferit.
Candy s'adona que la llengua té voluntat pròpia i tracta de lluitar contra ella sense èxit. Els canitxes tracten d'apaivagar la fam de la seva mestressa portant-li alguns humans que aquesta mata i devora a través de la seva descomunal llengua. Rita troba a Johnny i aconsegueix curar-lo. Tenen relacions sexuals i Candy els troba, els empeny cap a un barranc i els dona per morts. Llavors descobreix que està embarassada de la llengua i a poc a poc va deixant de ser humana.
Johhny i Rita aconsegueixen sobreviure, s'uneixen al director de presons i decideixen donar caça Candy i les seves canitxes. La resta de monges també se'ls uneixen. Els acorralen en una església i de seguida maten amb facilitat als sequaços de Candy, ella es resisteix, però acaba caient en un profund pou sense fons.

## Repartiment principal
- Melinda Clarke com a Candy
- Jason Durr com a Johnny
- Mapi Galán com a Rita
- Robert Englund com el director de presó
- Mabel Karr com la germana superiora
- Doug Bradley com a Wig
- Jonathan Rhys-Meyers com a Rudolph

## Banda sonora
Els catorze temes de la banda sonora es van editar en un cd produït per Edel i a més de Fangoria, va comptar amb uns altres músics coneguts, com Carlos Berlanga.

## Premis i nominacions
- Millor direcció Fantfestival 1997.
- Millors efectes especials Fantasporto 1997.
- Nominada a millor pel·lícula en Fantasporto 1997.
- Nominada a millors efectes especials al Premis Goya 1997.
- Millor actriu al Festival de cinema de Sitges 1996.
- Nominada a millor pel·lícula al Festival de cinema de Sitges 1996.